# Studenkovići
Studenkovići (cyr. Студенковићи) – wieś w Bośni i Hercegowinie, w Republice Serbskiej, w mieście Sarajewo Wschodnie, w gminie Istočni Stari Grad. W 2013 roku liczyła 17 mieszkańców.